# Sydney Howard Vines

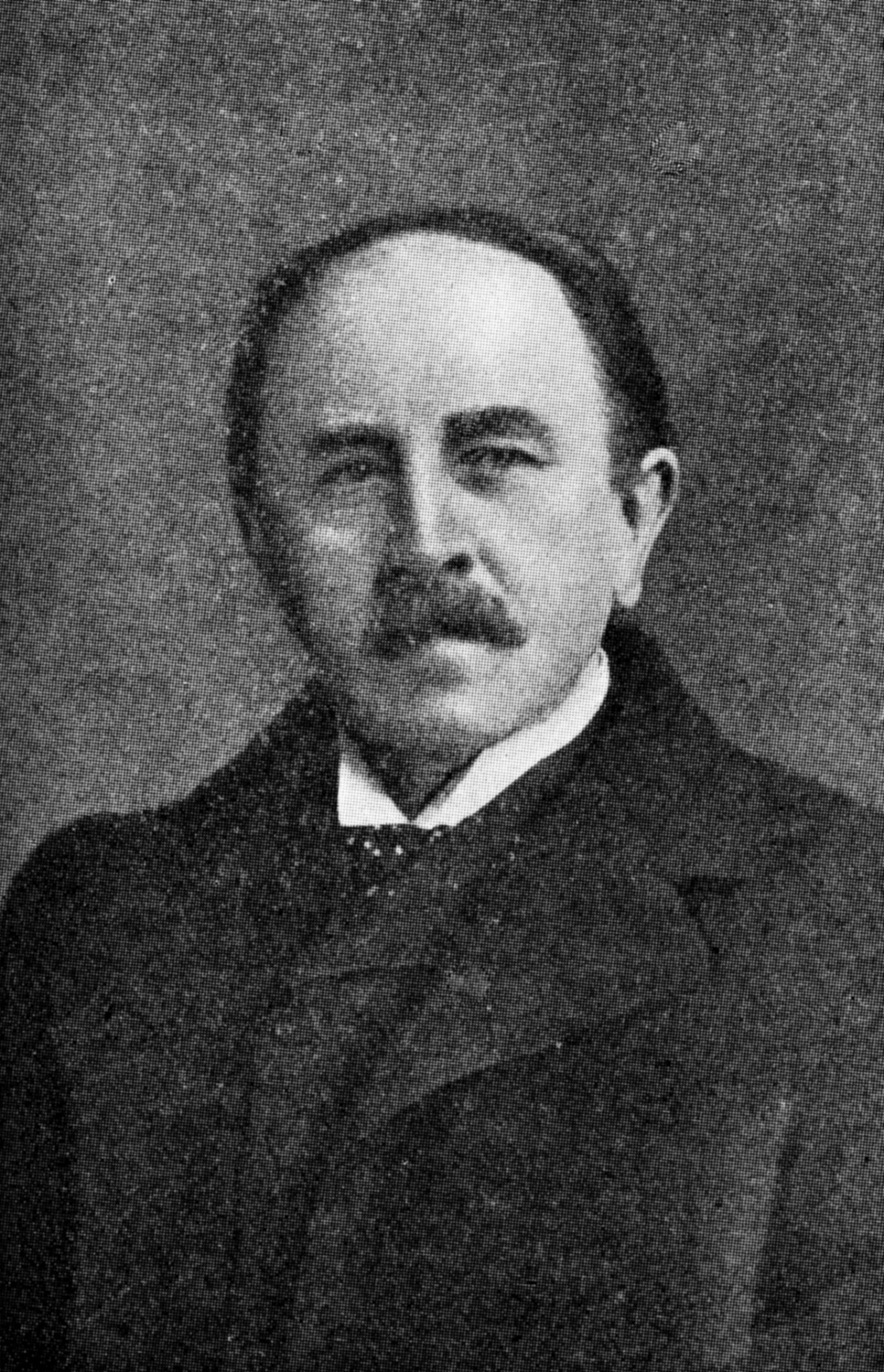
Sydney Howard Vines.

Sydney Howard Vines, född den 31 december 1849 i Ealing, död den 4 april 1934 i Exmouth, var en brittisk botanist. Auktorsnamnet Vines kan användas för Sydney Howard Vines i samband med ett vetenskapligt namn inom botaniken; se Wikipediaartiklar som länkar till auktorsnamnet.
Vines studerade vid Christ's College i Cambridge, där han avlade sina examina och blev Bachelor of Sciences 1873, Bachelor of Arts 1876, Master of Arts 1879 samt erhöll doktorsgraden 1883. Vines redigerade Annals of Botany från 1887 till 1899.Han var Sherardiansk professor i  botanik vid Oxfords universitet från 1888 till 1919. Vines blev medlem av Linnean Society of London 1885 och var president i detta sällskap från 1900 till 1904. Han var även Fellow of the Royal Society.   
Vines skrev Lectures on the Physiology of Plants (1886) och utgav A Student’s Text-Book of Botany (1895). Bland böcker han medverkade i märks Science Lectures at South Kensington (1878), An Elementary Text-book of Botany (1880), A Course of Practical Instruction in Botany  (1887), Text-book of Botany, Morphological and Physical (1892), An Account of the Herbarium of the University of Oxford (1897), An Elementary Text-book of Botany: From the German of Dr. K. Prantl (1898) och The Dillenian Herbaria (1907).